# Andrea Pirlo
Andrea Pirlo (Flero, Llombardia, 19 de maig de 1979) és un exfutbolista professional italià que jugava com a centrecampista, i posteriorment entrenador de futbol. Va ser internacional amb la selecció d'Itàlia.

## Trajectòria
Pirlo va debutar professionalment en el Brescia Calcio l'any 1994, disputant la Sèrie A de la lliga italiana. No obstant això, l'equip va descendir a la Sèrie B i en la temporada 1996-97 va assolir ascendir de nou. L'any següent no va aconseguir la permanència, per la qual cosa el jugador va fitxar per l'Inter de Milà.
A l'Inter de Milà no es va assentar mai com a jugador titular i, després d'una temporada a l'Inter de Milà, el club el va cedir al Reggina Calcio, on va realitzar una bona campanya. La temporada 2000-01 va tornar a l'Inter de Milà, però davant la falta de minuts el van cedir en el mercat d'hivern al Brescia Calcio, novament.
L'estiu del 2001 va fitxar per l'AC Milan on es va afermar com un dels millors centrecampistes del futbol italià i del món. Amb l'AC Milan va guanyar la Lliga de Campions 2002-2003, Lliga de Campions 2006-2007, així com la Supercopa d'Europa i la Campionat del Món de Clubs de futbol 2007. En l'àmbit nacional també ha guanyat tots els trofeus: la Lliga i la Supercopa italiana en la temporada 2003-04, i la Copa italiana un any abans.
El 6 de juny de 2015 formà part de l'equip titular de la Juventus que va perdre la final de la Lliga de Campions 2015, a l'Estadi Olímpic de Berlín per 1 a 3, contra el FC Barcelona.

## Internacional
Ha estat internacional amb la selecció italiana en 43 ocasions, en les quals ha marcat 6 gols. Va debutar l'any 2002 davant Azerbaidjan, encara que ja havia jugat en les categories inferiors, havent format part de l'equip que va guanyar l'Eurocopa sub-21 l'any 2000 i també del que va guanyar la medalla de bronze en els Jocs Olímpics d'Atenes 2004. Amb la selecció absoluta va participar en l'Eurocopa 2004 i va jugar i guanyar la Copa Mundial de Futbol de 2006, marcant un gol contra Ghana en el partit inaugural d'Itàlia i la passada a gol a Fabio Grosso en la semifinal contra Alemanya (2:0).

### Participacions en Copes del Món
| Mundial                     | Seu      | Resultat |
| --------------------------- | -------- | -------- |
| Copa del Món de Futbol 2006 | Alemanya | Campió   |

## Palmarès

### Com a jugador

#### Campionats estatals
| Títol              | Equip (*)      | País   | Any         |
| ------------------ | -------------- | ------ | ----------- |
| Serie B            | Brescia Calcio | Itàlia | 1996 - 1997 |
| Copa italiana      | AC Milan       | Itàlia | 2002 - 2003 |
| Serie A            | AC Milan       | Itàlia | 2003 - 2004 |
| Serie A            | AC Milan       | Itàlia | 2010 - 2011 |
| Serie A            | Juventus FC    | Itàlia | 2011 - 2012 |
| Serie A            | Juventus FC    | Itàlia | 2012 - 2013 |
| Serie A            | Juventus FC    | Itàlia | 2013 - 2014 |
| Serie A            | Juventus FC    | Itàlia | 2014 - 2015 |
| Supercopa italiana | AC Milan       | Itàlia | 2004        |
| Supercopa italiana | Juventus FC    | Itàlia | 2012        |
| Supercopa italiana | Juventus FC    | Itàlia | 2013        |

#### Copes internacionals
| Títol                                       | Club     | País   | Any         |
| ------------------------------------------- | -------- | ------ | ----------- |
| Lliga de Campions de la UEFA                | AC Milan | Itàlia | 2002 - 2003 |
| Lliga de Campions de la UEFA                | AC Milan | Itàlia | 2006 - 2007 |
| Supercopa d'Europa                          | AC Milan | Itàlia | 2003        |
| Supercopa d'Europa                          | AC Milan | Itàlia | 2007        |
| Campionat del Món de Clubs                  | AC Milan | Itàlia | 2007        |
| Eurocopa sub-21                             | Itàlia   | Itàlia | 2000        |
| Medalla de Bronze en els Jocs Olímpics 2004 | Itàlia   | Itàlia | 2004        |
| Copa del Món de futbol                      | Itàlia   | Itàlia | 2006        |

(*) Inclou la selecció

### Com a entrenador

#### Campionats estatals
| Títol              | Equip (*)   | País   | Any         |
| ------------------ | ----------- | ------ | ----------- |
| Supercopa italiana | Juventus FC | Itàlia | 2020        |
| Copa italiana      | Juventus FC | Itàlia | 2020 - 2021 |